# Cmentarz chiński w Manili
Cmentarz chiński w Manili jest najstarszą obok cmentarza La Loma nekropolią stolicy Filipin i pierwotnie był miejscem pochówku Chińczyków, którym odmówiono pochówku na cmentarzach katolickich podczas kolonialnego panowania hiszpańskiego. Nekropolia była świadkiem wielu egzekucji podczas II wojny światowej m.in. Josefy Llanes Escoda - działaczki skautowskiej i literata Rafaela Rocesa. Był też pierwszym miejscem pochówku polityka Apolinario Mabiniego.

## Znaczące obiekty

### Świątynia Chong Hock Tong
Powstała w 1850 roku jako najstarsza świątynia chińska Manili. 

### Liat See Tong
Powstała na początku lat 50. XX wieku jako pomnik przywódców chińskiej społeczności Filipin zamordowanych przez Japończyków podczas II wojny światowej.